# 현실주의
현실주의(現實主義, 영어: realism)란 무정부 상태의 국제 관계를 국익과 세력 균형의 관점으로 분석하는 국제정치학의 주요한 이론을 말한다. 리얼리즘이라고도 한다.

## 개요
국제관계에서의 현실주의는, 세계는 무정부상태라는 생각을 기초로 두고, 국제관계의 행위 주체는 국가 이외에 없고, 무정부 상태에서의 국가의 지상 목표는 살아남는 것이기 때문에 안전보장이 최우선이 되며, 그 때문에 권력이 사용되어 국제적으로 여러 사건이 발생한다, 라는 사고방식이다. 여러 가치관을 배제하고 국제관계를 객관적으로 분석하려는 점이 특징이며, 국제협력이나 국제법을 중시하는 이상주의에 대하여 비판적이다. 군사력이나 국익을 중시하나, 호전적이라는 의미는 아니다.
몇 년 사이에 많은 외교정책의 기초이론으로 계속 채용되고 있다. 최근, 기존의 성악설을 기초로 하는 비관적 현실주의와 비교되는 낙관적 현실주의, 그 말은 적극적으로 국가 간에서 협력하여 세력 균형, 나아가 안전보장을 달성하려고 하는 현실주의가 논해지게 되었다.
이 의미에서는, 양자택일의 차원을 넘어 국제협조를 중시하는 이상주의와 군사력을 중시하는 현실주의를 엮어넣은 새로운 형태의 의론이 늘기 시작했다고도 말할 수 없다.

## 역사
현실주의 사상의 계보는 고대 그리스의 역사학자인 투키디데스를 시작으로 이따금씩 언급된다. 그는 펠로폰네소스 전쟁의 서술을 통해 그 근본적인 전쟁 원인을 아테네와 스파르타의 세력 불균형이라고 논해, 전쟁의 위협은 개인의 심리상태가 아닌 외부적인 세력상태에 말미암는다고 강조했다.
이탈리아 정치학자인 마키아벨리는 먼저 윤리적·도덕적인 의론을 안전보장의 문제에서 일체 배제하고, 그 대신 국가가 생존하기 위해 필요한 수단을, 가령 그것이 도덕적이지 않아도 취해야 한다고 논해, 서양의 정치 사상에 커다란 영향을 미쳤다.
또 영국 정치사상가인 홉스는 국제관계가 무정부상태인 것을 「만인의 만인에 대한 투쟁」이라고 하여, 세계는 전쟁이 없어도 늘 전쟁과 폭력의 공포가 잠재하고 있다고 논했다.

## 계통
- 고전적 현실주의 (Classical realism)

인간은 권력욕에 의해 권력투쟁을 일으킨다는 생각으로, 국제관계의 전쟁 따위의 사건들을 국익을 둘러싼 힘의 균형에 기인한다는 이론.
- 신현실주의 (Neorealism)

전통적 현실주의의 기초적인 이론을 계승하면서도 권력욕, 즉 성악설로 모든 것을 설명하고 있던 점을 반성하고, 국제 시스템에서의 권력 분포에도 주목하고 있는 이론.
- 방어적 현실주의 (Defensive realism)

신현실주의에서 파생해, 국제협력의 가능성을 낙관시하고, 최대의 안정보장을 확보하여 세력 균형을 유지한다는 이론.
- 공격적 현실주의 (Offensive realism)

신현실주의에서 파생하면서도 전통적 현실주의와 같이 국제협력을 비관시하고, 국가는 패권 획득을 목표로 하여 힘을 최대화한다는 이론.
- 신고전적 현실주의 (Neoclassical realism)

전통적 현실주의와 신현실주의를 짜맞춘 이론.

## 비판 및 반론
국제관계에서의 현실주의의 사고방식은, 크게 나누어 다음과 같은 경향을 가진다.
1. 국제관계에서의 행위주체(Actor)는 단일로 합리적인 행동을 하는 주권국가이다.
2. 국가가 추구하는 목표는 안전보장이다.
3. 국제관계에서의 힘은 군사력이다.
4. 국제정치는 권력투쟁의 색채를 강하게 가진다.

다음은 비판과 반론이다.
1. 국제관계에서의 행위주체는 주권국가에 한하지 않는다. (예: 국제기관, NGO, 개인 등)
2. 국가가 추구하는 목표는 안전보장에 한하지 않는다. (예: 경제적·문화적 번영 따위)
3. 국제기관에서의 힘은 군사력에 한하지 않는다. (예: 경제력, 문화력, 소프트 파워 따위)
4. 국제정치는 권력투쟁의 색채만을 가지고 있지는 않다. (예:정치, 사회, 경제, 금융, 문화의 교류·협조 따위)

## 관련 인물

### 전통적 현실주의자
- 손무
- 조지 케넌
- 헨리 키신저
- 한스 모건소

## 같이 보기
- 안전보장
- 세력 균형
- 신현실주의
- 합리적 선택이론
- 이상주의